# Prestava
Prestava (in sloveno Pristava; in friulano Borc dal Prestau; in epoca asburgica in tedesco Prestau, e in italiano anche Borgo Prestau) è un insediamento della Slovenia, frazione del comune di Nova Gorica.
La località è situata a ridosso del confine italo-sloveno tra le pendici della collina del Rafut e la collina della Castagnavizza. 
All'interno della circoscrizione amministrativa di Gorizia sin dal primo Ottocento, nel 1947 con la divisione della città tra Italia e Jugoslavia è in larga parte rimasto nella sezione di città passata a quest'ultimo stato. Situata sul confine, era sede di un valico di seconda categoria, nei cui locali si trova oggi una collezione museale del Museo del Goriziano. Da alcuni decenni, è integrato nell'area urbana di Nova Gorica-San Pietro.
Secondo alcune fonti italiane, il toponimo dovrebbe derivare dal tardo latino praestabulum  ad indicare ciascuno dei quattro edifici di carattere militare che, sin dal sec. XIV, erano stati costruiti in luoghi elevati per il controllo delle quattro principali vie d'accesso alla città di Gorizia e visibili dal suo Castello. Da parte della glottologia slovena viene invece avvalorata l'ipotesi che il toponimo derivi dalla voce slovena pristava (tuttora il nome sloveno della località) col significato di "villa o cascina con annesso terreno coltivabile"; si tratta infatti di un toponimo molto diffuso nelle aree d'insediamento storico sloveno - soltanto nell'odierno territorio della Repubblica di Slovenia ci sono almeno 17 insediamenti, un castello e due rifugi di montagna con lo stesso nome. Il toponimo Rafut, di possibile origine romanza, costituirebbe invece un lasciato friulano; è comune pure l'interpretazione che si tratti della friulanizzazione di un originale toponimo tedesco.

## Alture principali
- colle Rafut[8] (Rafut), mt 175
- colle della Castagnavizza[9] (Kostanjevica), mt 168